# Joop Doorman
Simon Joseph (Joop) Doorman (Den Haag, 7 december 1928 – 2 november 2009) was een Nederlands filosoof en hoogleraar filosofie aan de Technische Universiteit Delft, gespecialiseerd in kentheorie, filosofie van de exacte wetenschappen en van wetenschap en maatschappij.

## Levensloop
Sinds 1933 had Doorman een pleegvader, nadat zijn ouders waren gescheiden. Op de middelbare school was Doorman een lastige leerling, maar in 1948 slaagde hij voor het eindexamen HBS-B. Doorman studeerde wiskunde en filosofie aan de Universiteit van Amsterdam, waar hij in 1952 zijn kandidaatsexamen behaalde. Van 1957 tot 1960 studeerde hij verder mathematische logica aan de Universiteit van Wisconsin, waar hij een mastergraad behaalde.
In 1953 was Doorman zijn academische loopbaan begonnen als kandidaat-assistent bij Evert Willem Beth. In het schooljaar 1956-57 was hij een jaar leraar wiskunde aan het Utrechts Lyceum. Terug uit de Verenigde Staten begon hij in 1960 als medewerker aan de Technische Hogeschool Eindhoven. In 1968 volgde hier de aanstelling tot gewoon lector om onderwijs te geven in de filosofie van de exacte wetenschappen en werd in 1972 hoogleraar filosofie aan de Technische Hogeschool Delft met de rede Ongefundeerde kritiek. In 1994 werd hij hoogleraar Methodologie en wetenschapsfilosofie aan de Filosofie faculteit van de Erasmus Universiteit Rotterdam. Tot zijn pensioen in 1996 was hij decaan van deze faculteit.
Hiernaast heeft Doorman op het gebied van kunst en cultuur veel verschillende bestuurlijke activiteiten verricht. Zo was hij voorzitter van het Sweelinck conservatorium in Amsterdam, hij was van 1969 t/m 1972 directeur van de VPRO, en hij was kroonlid in het NOS-bestuur. In 2002 ontving Doorman een Zilveren Anjer voor zijn inzet voor de cultuur en voor het natuurbehoud in het Koninkrijk der Nederlanden; de Nederlandse Antillen en Aruba inbegrepen.

### Persoonlijk
Doorman was een zoon van schout-bij-nacht Karel Doorman (1889-1942), uit diens huwelijk met Justine A.D. Schermer.

## Citaten

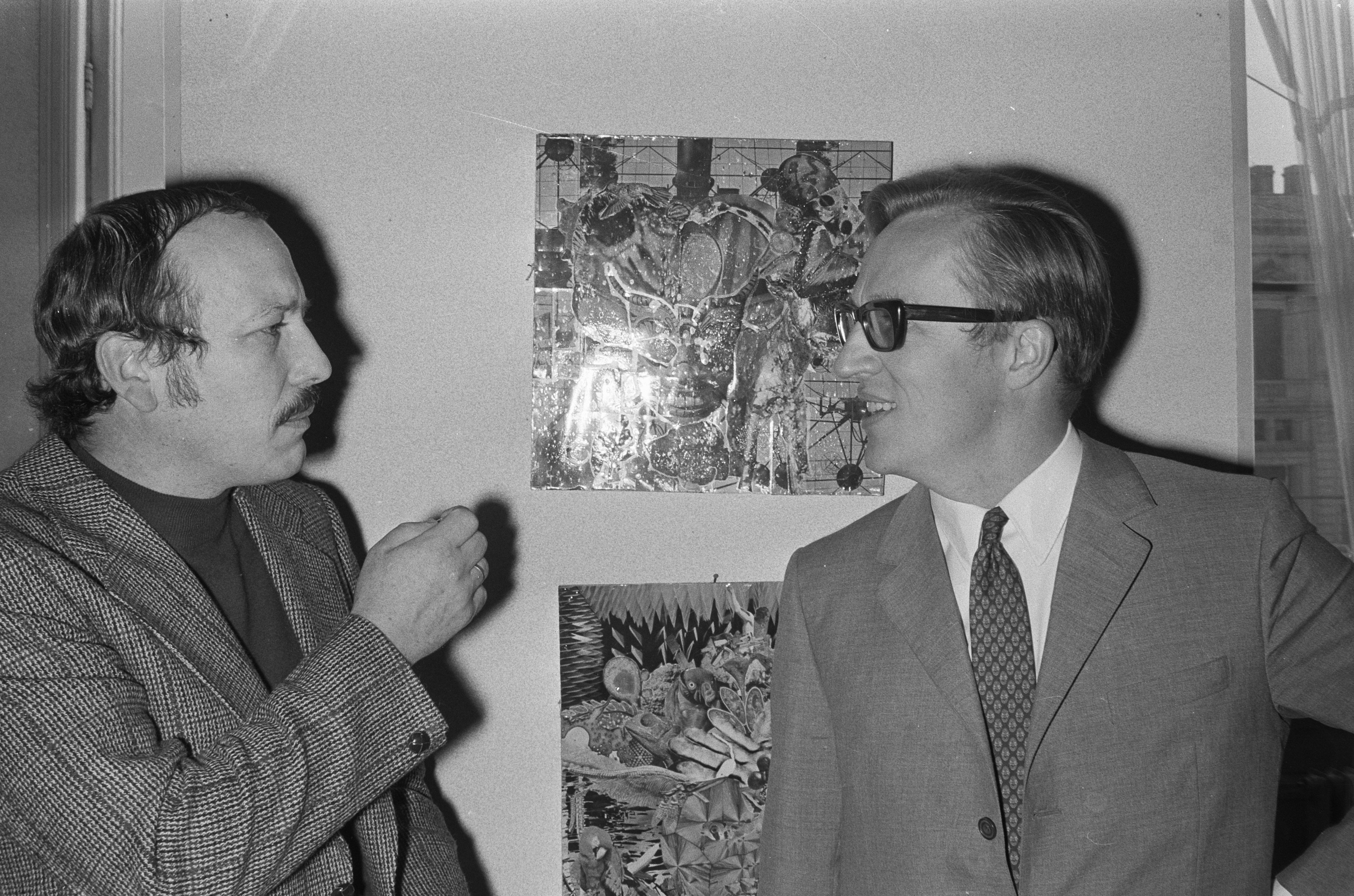
Congres over kunstenaars en hun sociale betekenis in Arti et Amicitiae in Amsterdam met Doorman in gesprek met de Duitse communicatiewetenschapper Gerold Ungeheuer in 1971.

- Ik wantrouw kerkelijk radicalisme. Maar al te vaak dient dat om via een achterdeur de kerk toch nog te rechtvaardigen, geloof ik. De veranderingen in de kerken naar een meer progressief standpunt in sociaal-politiek opzicht zijn vaak alleen maar schijnbaar. Veel van die veranderingen worden afgedwongen door de maatschappelijke ontwikkeling. Men realiseert zich dat men zich anders niet meer overeind kan houden. Er is maar een heel kleine groep in de kerken, die werkelijk op rationele gronden radicaal is, die anticipeert op de komende maatschappelijke ontwikkeling. Voor die kleine groep heb ik wel respect, 
  - Doorman in Ferry Eiselin, "Ik wantrouw kerkelijk radicalisme' DRS S.J. DOORMAN". "Het Parool". Amsterdam, 24-12-1969.

- "Iedere vorm van skepsis is een uiting van non-conformisme. Wij hebben het dan vooral over wetenschappelijke skepsis, het proberen zo min mogelijk te geloven en zoveel mogelijk te baseren op evidenties. Maar laat ik gelijk zeggen dat we gelukkig ook geprogrammeerd zijn om een heleboel te geloven. Als we in de extreme, pyrronische zin skeptisch zouden zijn, als we ons zouden onthouden van ieder oordeel, dan zouden we in onze sociale interacties in een uiterst moeilijke positie komen."
  - Doorman in antwoord op de vraag Zijn skeptici ook een soort mieren die uit de pas lopen?, in: Marcel Hulspas. "‘Je moet geen rigide reductionist zijn,’ Een interview met de nieuwe voorzitter van Skepsis." Skepter, 11.3 (1998).

- Onze hormonendans blijkt vaak richtingbepalend voor onze maatschappelijke opvattingen.
  - Doorman in: Frénk van der Linden. "Joop Doorman, mathematisch vrijdenker; 'Ik was een asociaal secreet'." NRC Handelsblad. 9 augustus 1997.

- Wantrouw mij. Als ik mijn mond opendoe, moet je uitermate achterdochtig zijn. De wetenschappelijkheid van filosofische bespiegelingen is nauwelijks te meten. Wat mensen als ik zeggen klinkt vaak erg geleerd, maar blijkt bij controle meestal vaag, onnauwkeurig - troebele soep. Daaraan ligt het ongelukkige gegeven ten grondslag dat je in de filosofie werkt vanuit private interesses. Niet toevallig komen je antwoorden op vragen nogal eens overeen met je wensen.
  - Doorman in: Frénk van der Linden. "Joop Doorman, mathematisch vrijdenker; 'Ik was een asociaal secreet'." NRC Handelsblad. 9 augustus 1997.